# 1968 ve fotografii

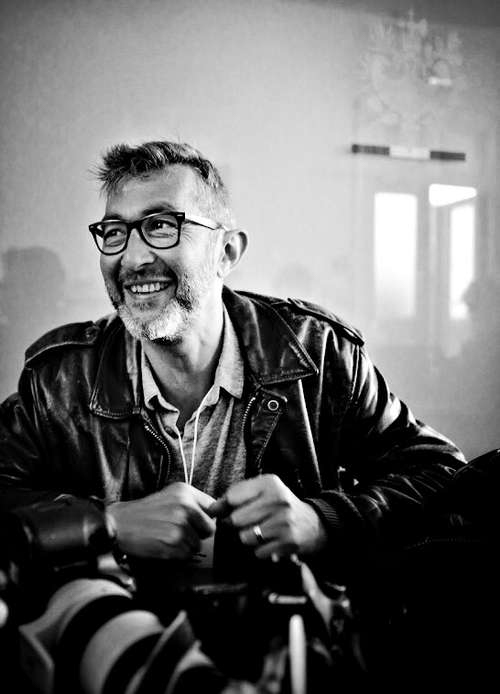
V tomto roce se narodil Laurent Troude

Tento článek popisuje významné události roku 1968 ve fotografii.

## Události
- 24. prosince – americký astronaut William Anders pořídil fotografii Východ Země, a sice z paluby kosmické lodi Apollo 8, nacházející se na oběžné dráze Měsíce.
- 1. února – Eddie Adams pořídil snímek jihovietnamského generála, jak na ulici pistolí střílí mladého bojovníka Vietcongu.[1][2]

## Ocenění
- World Press Photo – Eddie Adams
- Prix Niépce – Claude Sauvageot

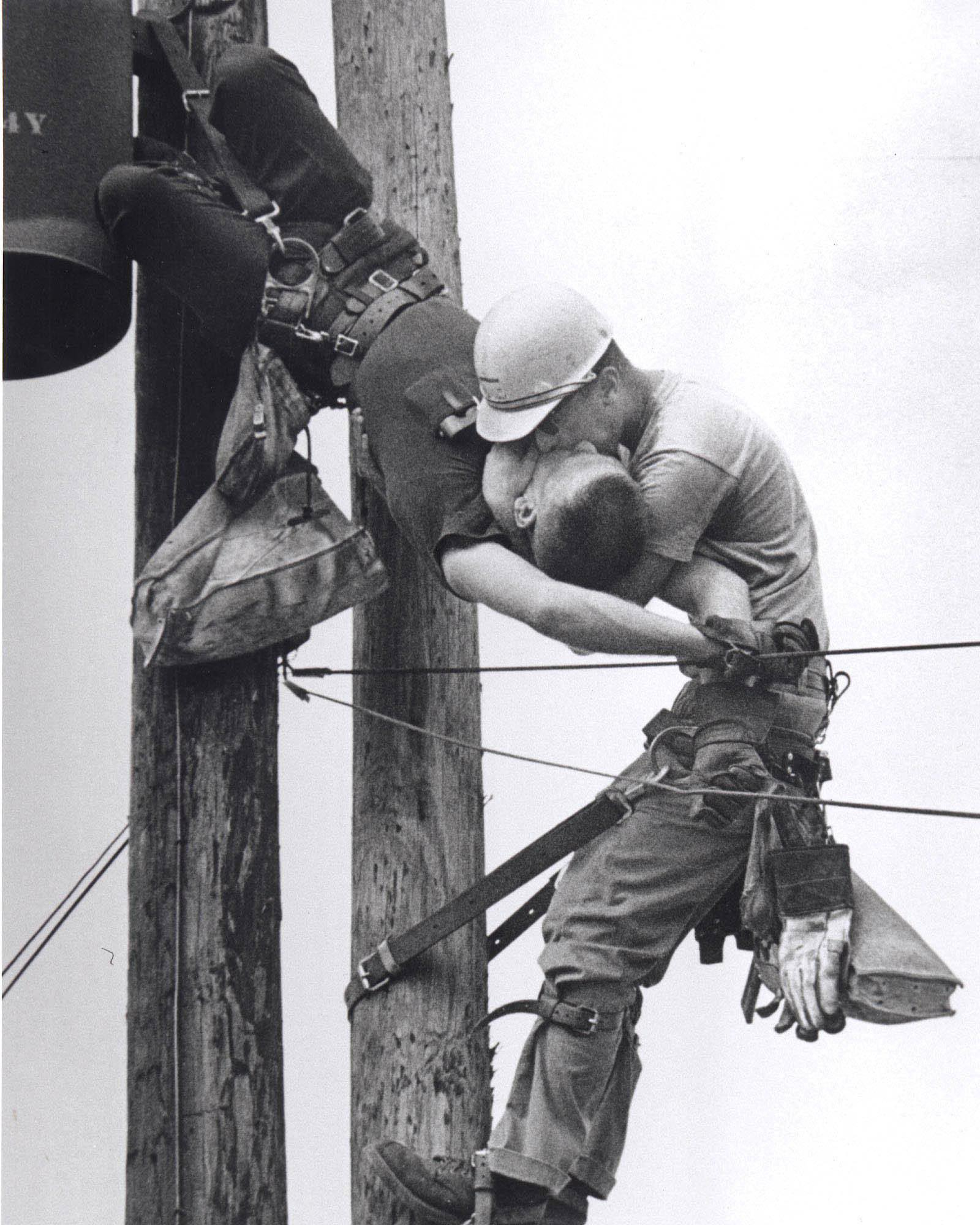
Rocco Morabito: Polibek života, fotografie oceněná Pulitzerovou cenou

- Prix Nadar – John Craven, Deux cents millions d'Américains, vyd. Hachette
- Zlatá medaile Roberta Capy – John Olson, Life, Bitva o Hue
- Cena za kulturu Německé fotografické společnosti – Bruno Uhl,  Chargesheimer,  Charlotte March  a Thomas Höpker
- Pulitzer Prize for Spot News Photography – Rocco Morabito, Jacksonville Journal, za fotografii montérů telefonního vedení The Kiss of Life
- Pulitzer Prize for Feature Photography – Tošio Sakai, United Press International, za fotografii z Vietnamské války Dreams of Better Times

## Narození v roce 1968

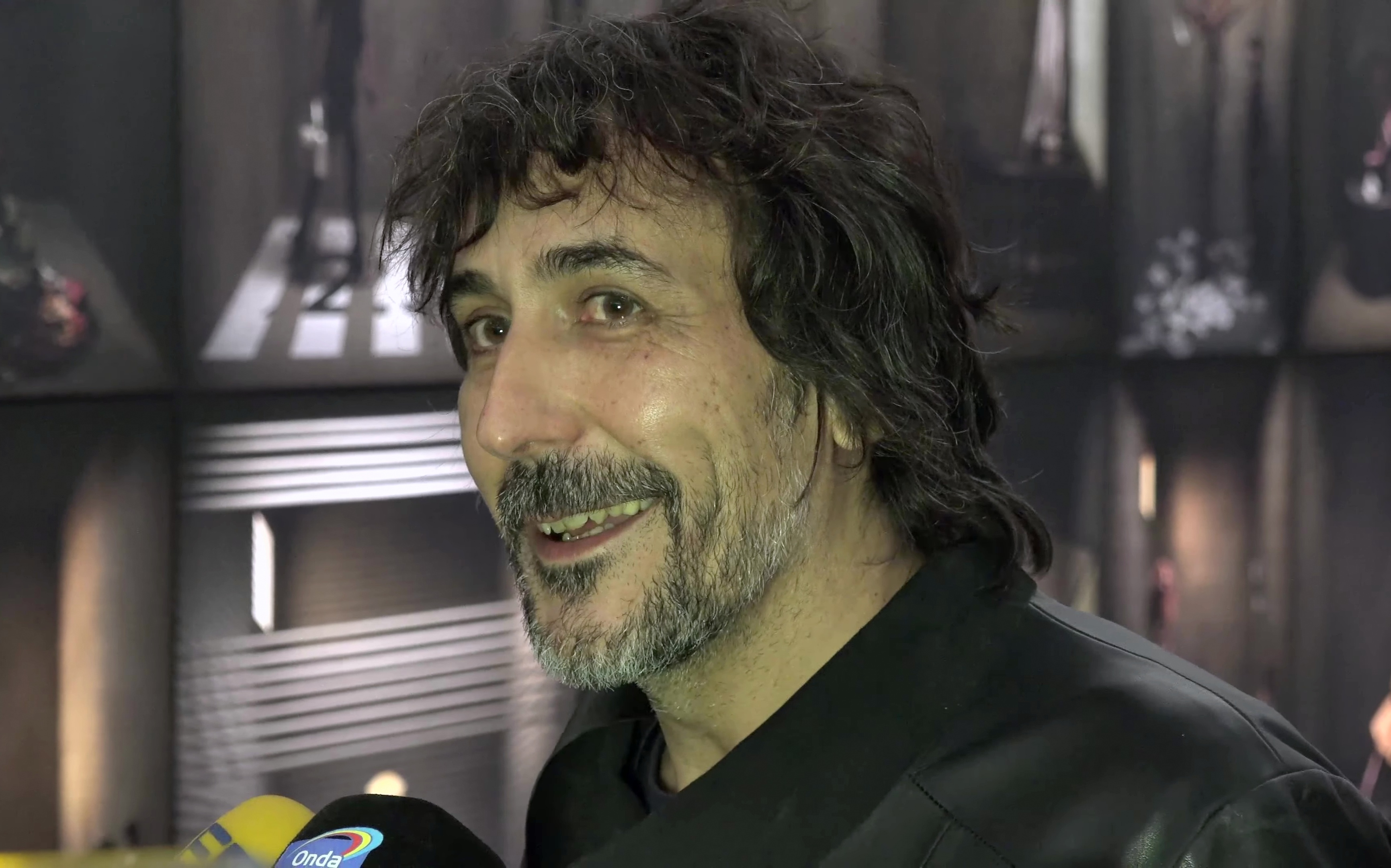
V tomto roce se narodil Eugenio Recuenco, španělský fotograf

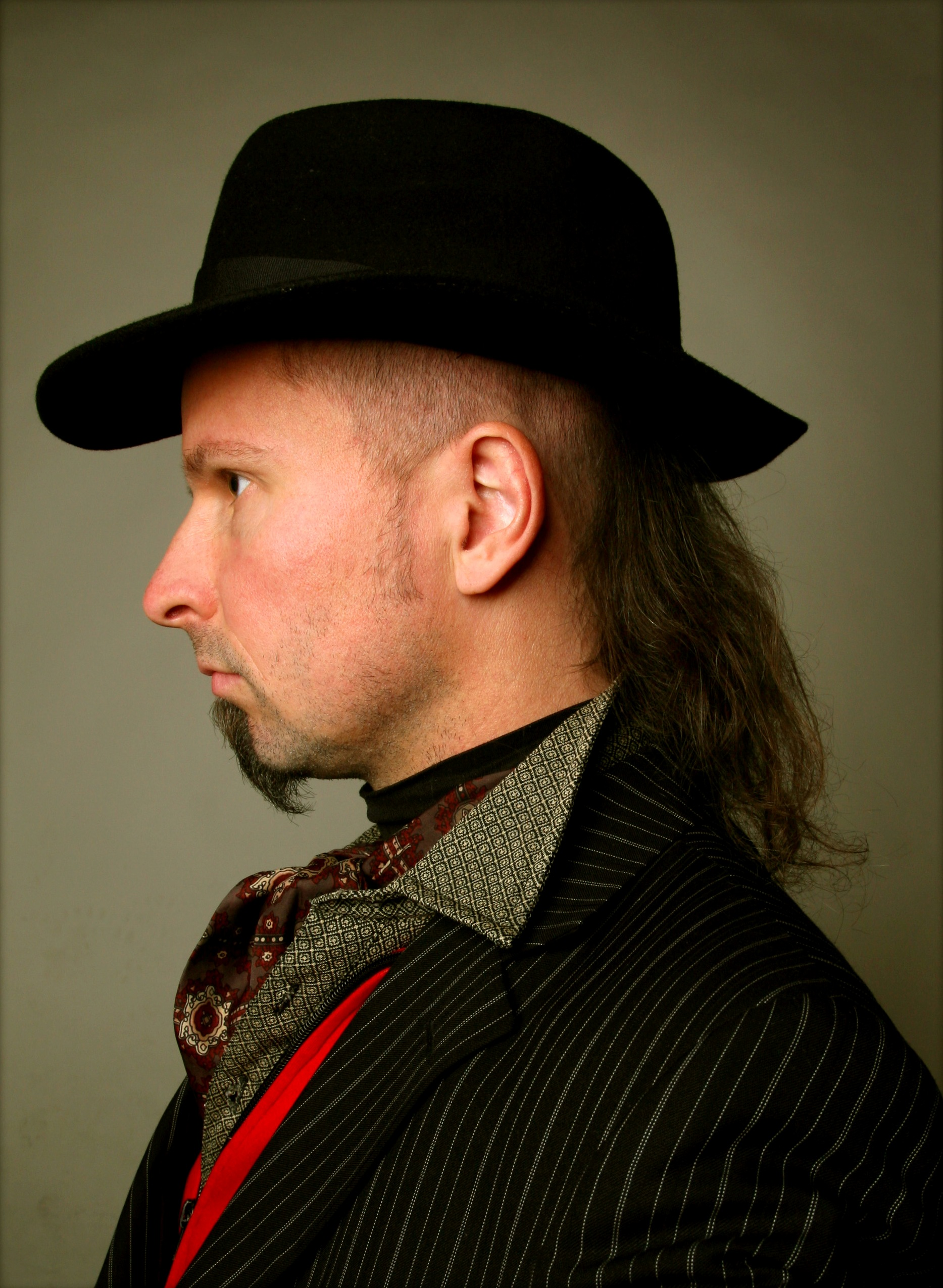
Filip Naudts, belgický fotograf a fotografický recenzent

- 15. ledna – Sascha Grabow, německý fotograf
- 4. února – Laurent Troude, francouzský fotograf († 24. února 2018)
- 8. února – Eivind Røhne, norský fotograf
- 8. března – Ruth Seopedi Motau, jihoafrická fotografka, první černošská fotografka, která byla zaměstnána v jihoafrických novinách jako editorka fotografií. Její fotografie se zaměřuje na sociální dokument ovlivněný fotožurnalismem a marginalizací černochů a komunit.
- 18. března – Markéta Othová, česká fotografka
- 20. dubna – Platon, britský fotograf
- 1. května – Alain Laboile, francouzský fotograf
- 7. května – Agnete Brunová, norská fotografka, pracovala v magazínu Dagbladet, jedna z nejlepších norských portrétních fotografek, je dcerou fotografa Johana Bruna
- 8. května – Eugenio Recuenco, španělský fotograf
- 8. května – Ingrid Bugge, dánská výtvarná umělkyně a fotografka († 2020)
- 20. května – Adriana Duque, kolumbijská fotografka a umělkyně, inscenované portréty
- 28. května – Katharina Bosse, finská fotografka a fotoreportérka
- 5. července – Hedi Slimane, francouzský módní fotograf a návrhář.
- 10. července – Veronika Souralová, česká fotografka, spisovatelka a ředitelka společnosti Czech Photo
- 21. července – Paul Nicklen, kanadský fotograf, filmař, autor a mořský biolog
- 3. srpna – Ornela Vorpsi, albánská fotografka
- 10. srpna – Bjørn Opsahl, norský fotograf, režisér a lektor († 27. února 2025)
- 12. října – Tošija Momose, japonský fotograf, cena Kena Domona za fotoknihu Tokio = Šanghai
- 1. listopadu – Signe Marie Andersenová, norská umělecká fotografka, spojována s Galleri Riis a umělecké vzdělání získala na Bergen Academy of Art and Design
- 2. prosince – Jan Grarup, dánský fotožurnalista se specializací na válečnou a konfliktní fotografii, za zpravodajství o válce v Kosovu získal cenu World Press Photo
- 7. prosince – Filip Naudts, belgický fotograf a fotografický recenzent
- 23. prosince – Manuel Rivera-Ortiz, portorický fotograf
- 25. prosince – Helena Christensenová, dánská modelka, fotografka a módní návrhářka
- ? –  Anne Britt Kilviková, norská novinářka a fotografka, redakce Bergens Tidende, Klassekampen
- ? – Wolfgang Ries, rakouský amatérský astronom, astrofotograf a objevitel planetek
- ? – Lara Jo Regan, americká fotografka, fotoreportérka a novinářka
- ? – Louisa Gouliamaki, polská dokumentární fotografka
- ? – Wahib Chehata, francouzský fotograf
- ? – Doug Aitken, americký fotograf
- ? – Gilles Elie-Dit-Cosaque, francouzský fotograf

## Úmrtí v roce 1968
- 12. ledna – Conrad Poirier, kanadský fotograf a průkopník fotožurnalistiky (* 17. července 1912)
- 26. února – Lucien Lorelle, francouzský fotograf (* 29. prosince 1894)
- 7. března – Ja'akov Ben-Dov, izraelský fotograf a filmař (* 21. června 1882)
- 6. května – Charles Eggleston, americký novinářský fotograf dokumentující válku ve Vietnamu  (* listopad 1945)
- 10. května – Jiří Sever, český fotograf a chemik (* 24. listopadu 1904)
- 10. června – Elisabeth Meyer, norská fotografka (* 15. listopadu 1899)
- 11. června – Tyyne Bööková, finská ateliérová fotografka, válečné fotografie bitvy o Helsinky (* 21. března 1884)
- 28. června – Fred Hultstrand, americký fotograf (* 13. září 1888)
- 9. července – Gordon Onslow Hilbury Burt, novozélandský komerční fotograf (* 27. listopadu 1893)
- 15. září – Rolf Winquist, švédský fotograf (* 3. října 1910)
- 20. října – Karel Kašpařík, český fotograf (* 8. září 1899)
- 1. prosince – Tibor Honty, slovenský fotograf (* 9. května 1907)
- 26. prosince – Weegee, americký reportážní fotograf (* 12. června 1899)
- 29. prosince – Geraldine Sharpeová, americká fotografka, pracovala jako asistentka Ansela Adamse (* 1929)
- ? – Oleg Knorring, ruský fotograf (* 1907)